# 張鼎 (成化丙戌進士)
張鼎（1431年—1495年），字大器，陝西西安府咸寧縣（今屬西安市）人，明朝政治人物。

## 生平
陝西鄉試第五十五名。成化二年（1466年）丙戌科第二甲第七名進士。授刑部主事，歷員外郎，成化十一年（1475年）出為山西太原府知府，政績卓著，深得民心，九載考滿，於成化十九年（1483年）陞山西右參政，恐失太原民望，仍命管府事，轉左，歷河南按察使，以都察院右僉都御史、巡撫保定諸府，召為戶部右侍郎。以病乞歸。弘治八年（1495年）卒，朝廷賜祭葬如例。

## 家族
曾祖張恭諒；祖父張秉文；父張廉，知州。